# 第二次世界大戦におけるウクライナの歴史国立博物館
座標: 北緯50度25分35.9秒 東経30度33分48.96秒 / 北緯50.426639度 東経30.5636000度
第二次世界大戦におけるウクライナの歴史博物館（英語: National Museum of the History of Ukraine in the Second World War, ウクライナ語: Національний музей історії України у Другій світовій війні）は、ウクライナの首都キーウのペチェルシク地区南端、ドニプロ川右岸の丘陵に位置する第二次世界大戦（独ソ戦）を記念する複合施設である。30万点以上の展示品を収蔵し、62メートル高の母なるウクライナ像を中心とする施設は、キーウを象徴するランドマークの一つである。1981年の開館以来、約2100万人が訪れている。

## 記念複合施設

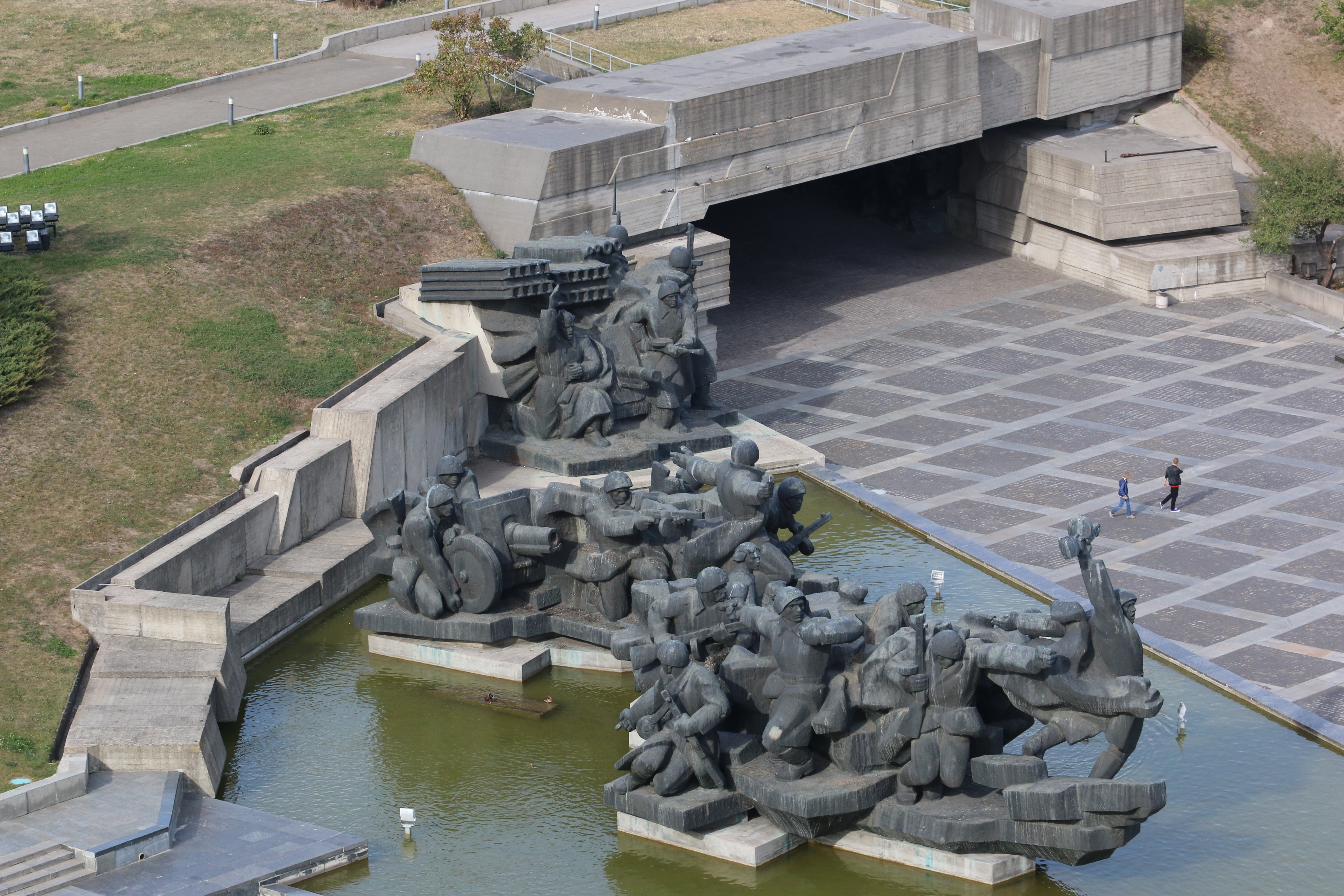
「ドニプロ川の渡河」モニュメント

記念複合施設は、ドニプロ川を見下ろす丘に10ヘクタール（約24.7エーカー）の敷地を占める。主な構成要素は以下の通り：
- 栄光の炎：巨大なボウル型のモニュメントで、戦没者を追悼。
- 第二次世界大戦の軍事装備展示：戦車、航空機、大砲などの実物展示。
- 英雄都市の小径：ソビエト連邦の英雄都市を記念する展示。2024年12月27日、ロシアおよびベラルーシの都市名が撤去された[1]。
- 彫刻群：1941年のドイツ侵攻、ナチス占領、パルチザン闘争、後方での労働、1943年のドニプロ川の戦いを表現。

2022年ロシアのウクライナ侵攻後、博物館は展示内容を大幅に見直し、ソビエトの「大祖国戦争」神話を排除する方針を表明。2024年3月、館長は「ソビエト叙述の痕跡を完全に除去する」と発表した。冷戦後のソビエト軍装備展示は、2022年以降縮小または撤去された可能性がある。

## 母なるウクライナ像

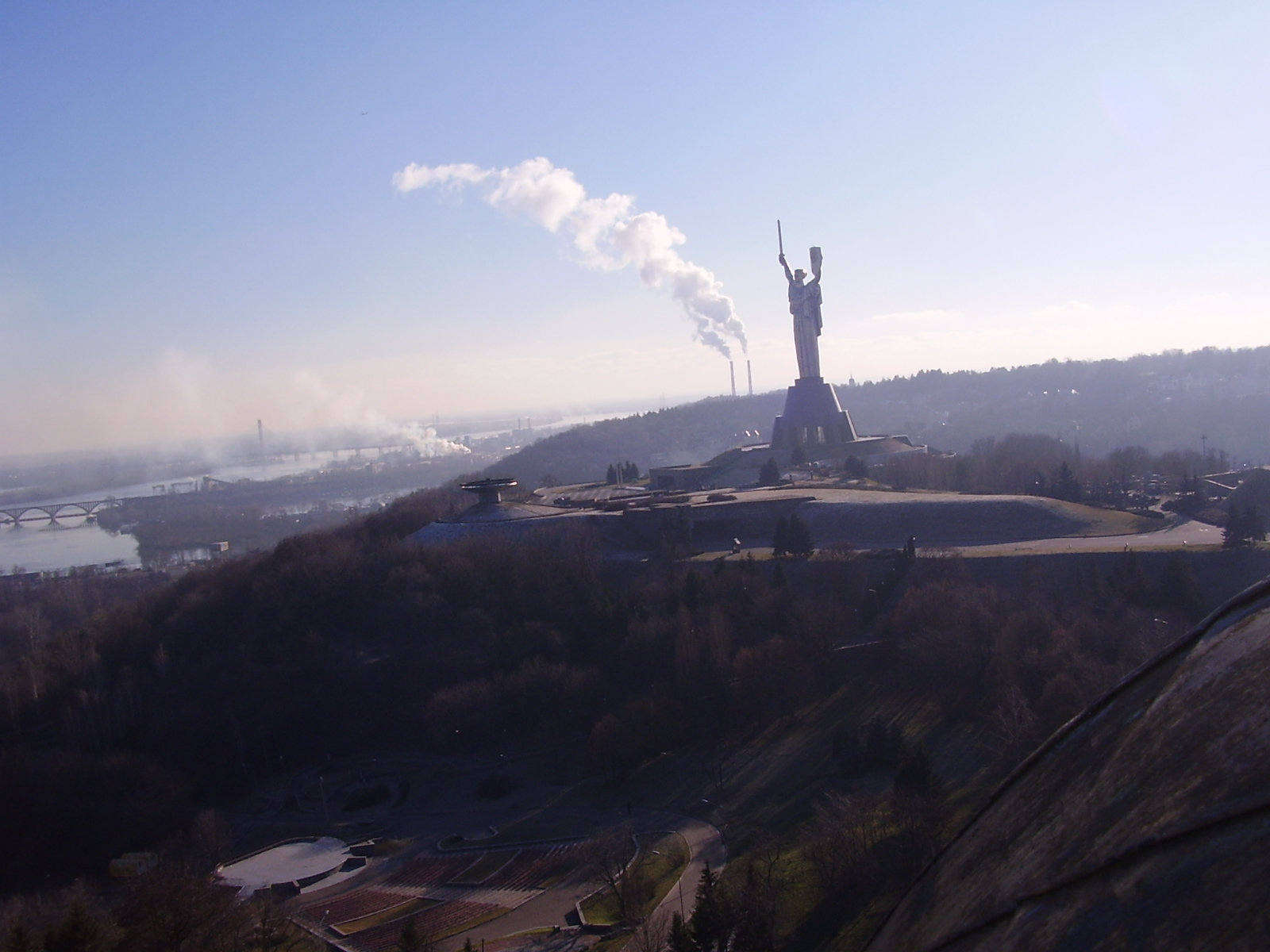
母なるウクライナ像と記念複合施設

エフゲニー・ヴチェティチとヴァシル・ボロダイが設計した母なるウクライナ（ウクライナ語: Україна-Мати）像は、博物館の中心に位置する巨大な彫刻である。高さ62メートル、全体構造102メートル、重量530トン。右手に16メートル・9トンの剣、左手に13×8メートルのウクライナの国章（旧ソビエト連邦の紋章）の盾を持つ。記念ホールには、ソビエト連邦英雄および社会主義労働英雄の称号を受けた1万1600人以上の兵士と200人以上の後方労働者の名前が刻まれた大理石の銘板が展示されている。像の下の丘では、伝統的な花の展示会が開催される。

## 歴史
博物館は、設立前に2度の移転を経て現在の場所に建設された。以下にその歴史を概観する。

### 設立
1981年5月9日（戦勝記念日）、ソビエト連邦の指導者レオニード・ブレジネフにより、1941～1945年大祖国戦争の歴史博物館として開館。10ヘクタールの記念複合施設は、キーウのランドマークとして設計された。

### 国立博物館への昇格
1996年6月21日、ウクライナの大統領レオニード・クチマの特別令により、国立博物館の地位を獲得。30万点以上の展示品を収蔵し、ウクライナ最大級の博物館の一つとなった。

### 名称変更
2015年4月、ウクライナ最高議会はウクライナの脱共産主義化法を可決し、「大祖国戦争」の用語およびナチス・共産主義のシンボル、道路名、記念碑を禁止。5月15日、文化大臣ヴャチェスラウ・キリレンコが博物館の名称変更を発表し、7月に現在の第二次世界大戦におけるウクライナの歴史博物館に改称された。

### 2022年ロシア侵攻後の変化
2022年ロシアのウクライナ侵攻後、博物館はソビエト時代の叙述を排除し、ウクライナ視点の展示を強化。2024年12月、英雄都市の小径からロシア・ベラルーシの都市名を撤去し、ウクライナの戦没者と抵抗運動に焦点を当てた展示に改変した。進行中の戦争をテーマにした展示「ウクライナ－磔刑」は、国際的に評価されている。

## 受賞歴
2023年5月、博物館はロンドンのMuseum + Heritage Awardsで「ウクライナ－磔刑」展（キュレーター：ユーリイ・サフチュク、芸術家：アントン・ロゴフ）と戦時下の専門的回復力により、審査員特別賞を受賞した。

## ギャラリー

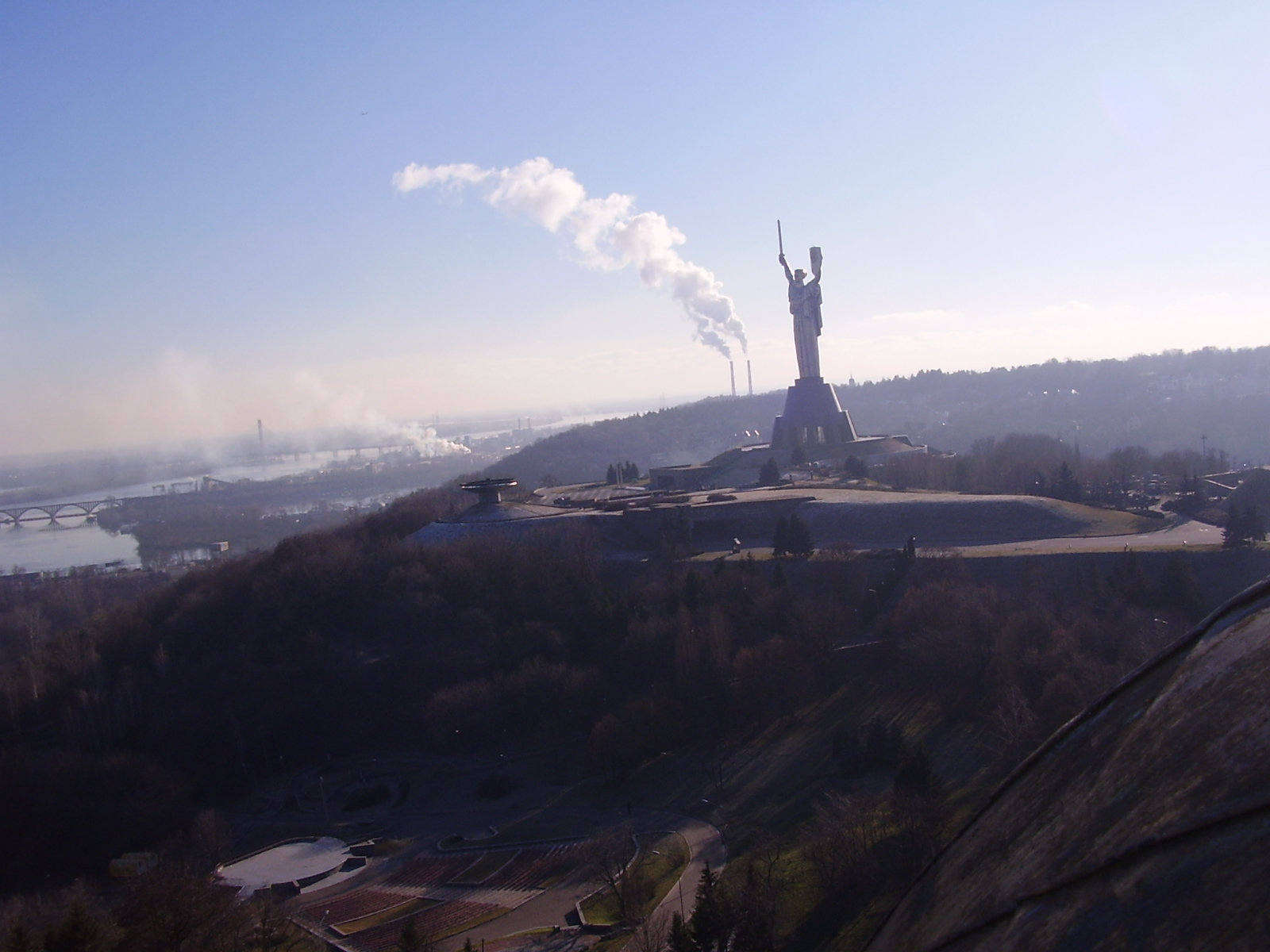
母なるウクライナ像と記念複合施設
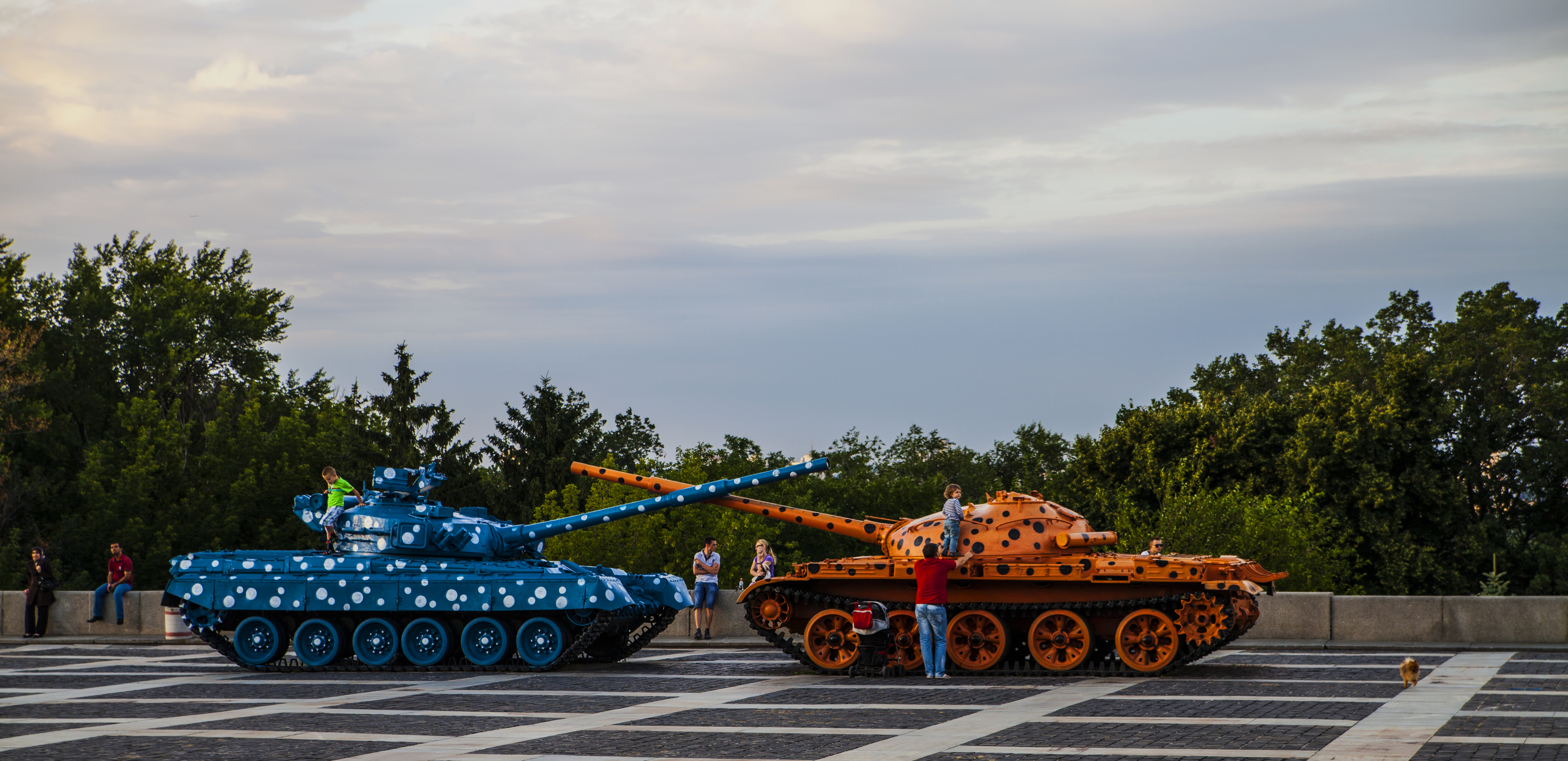
栄光の炎
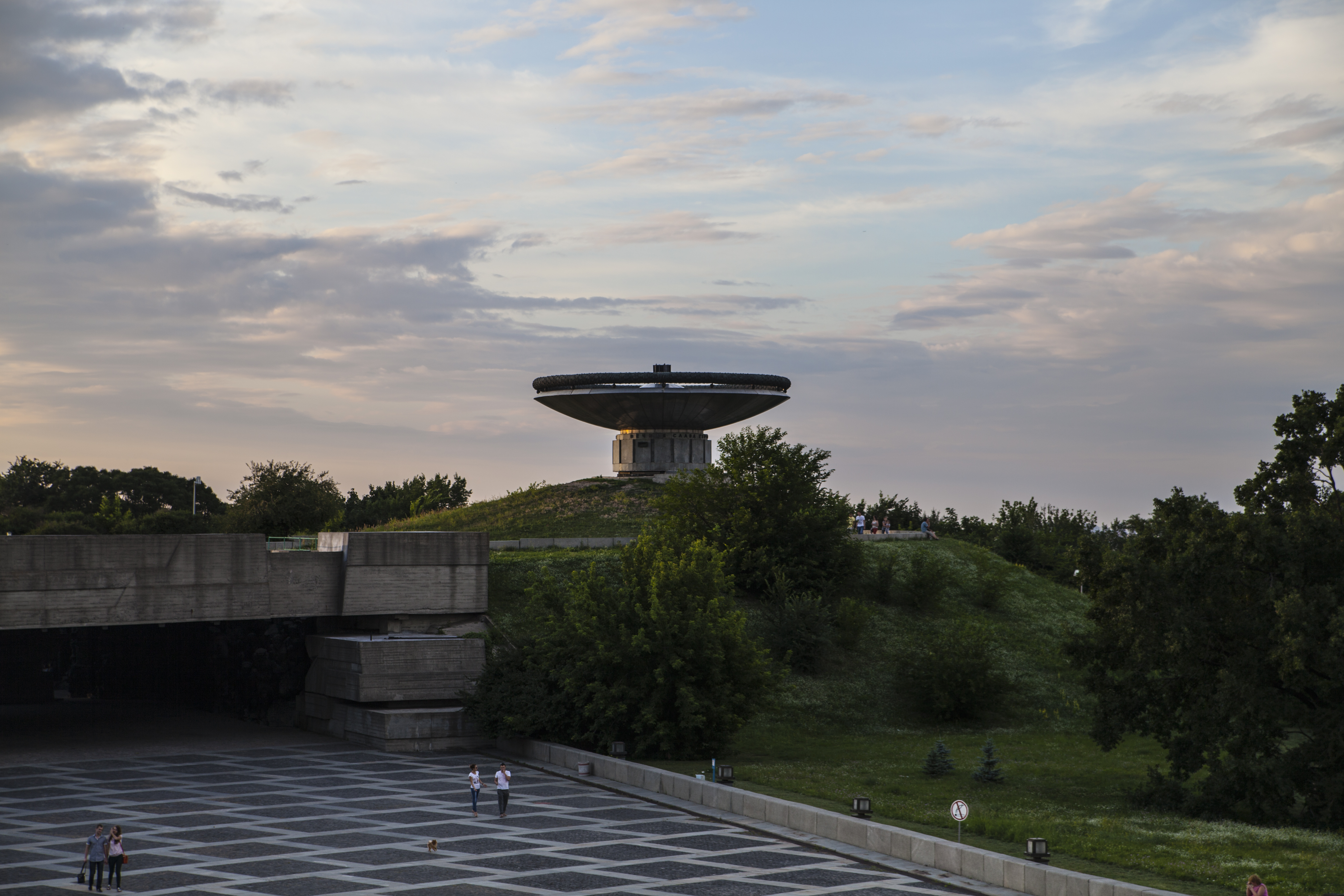
軍事装備展示
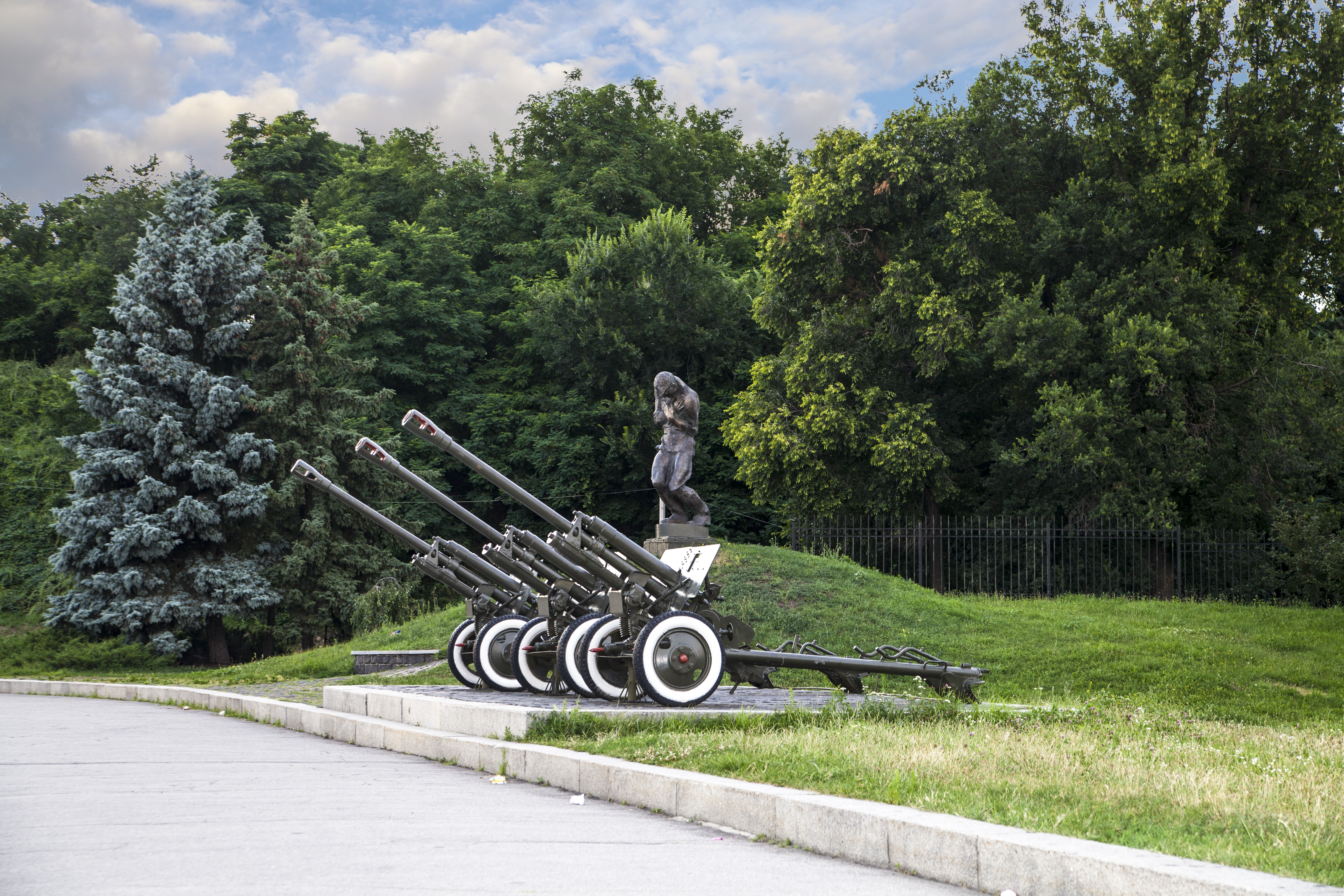
英雄都市の小径
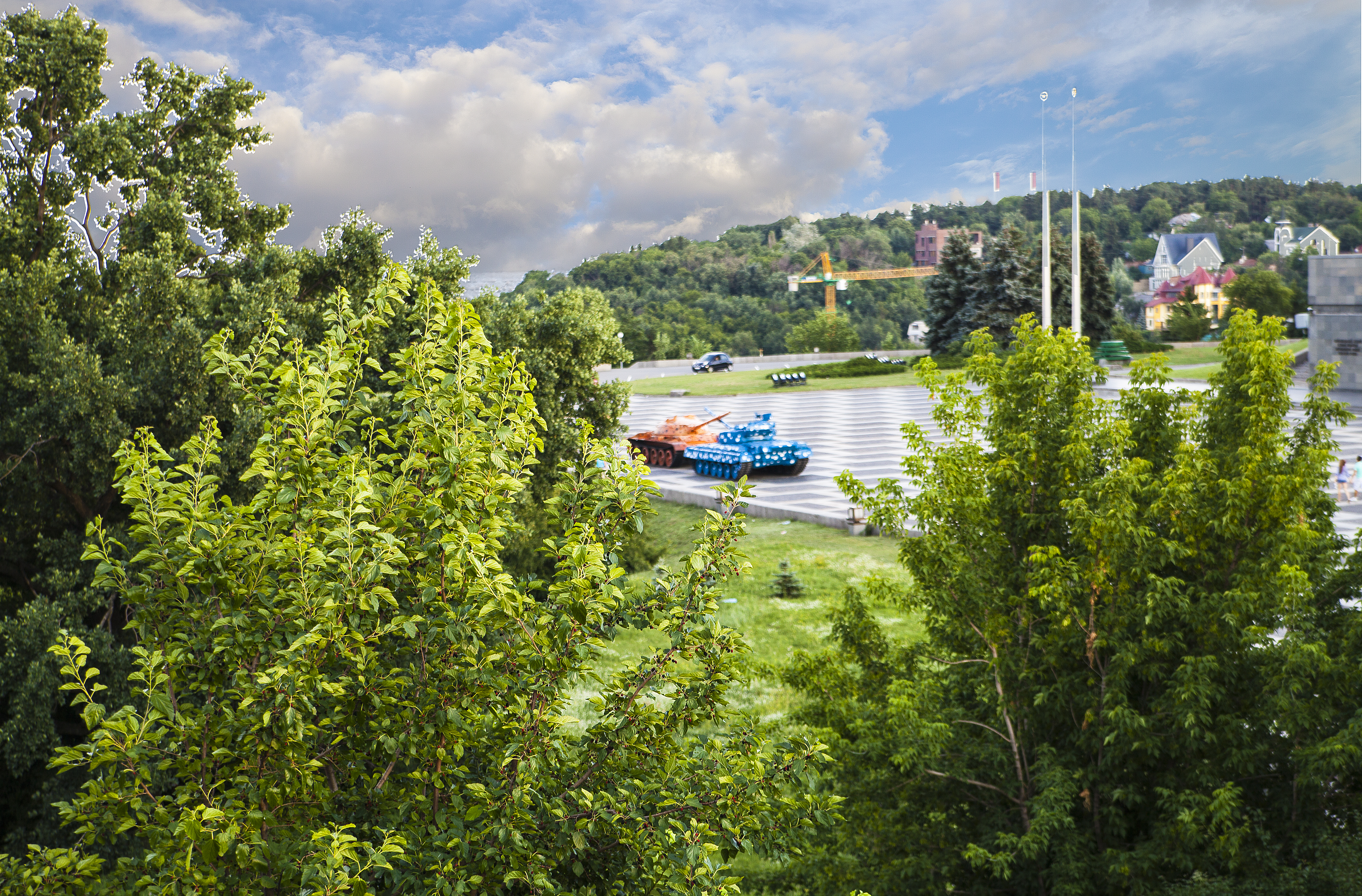
ドニプロ川の渡河モニュメント
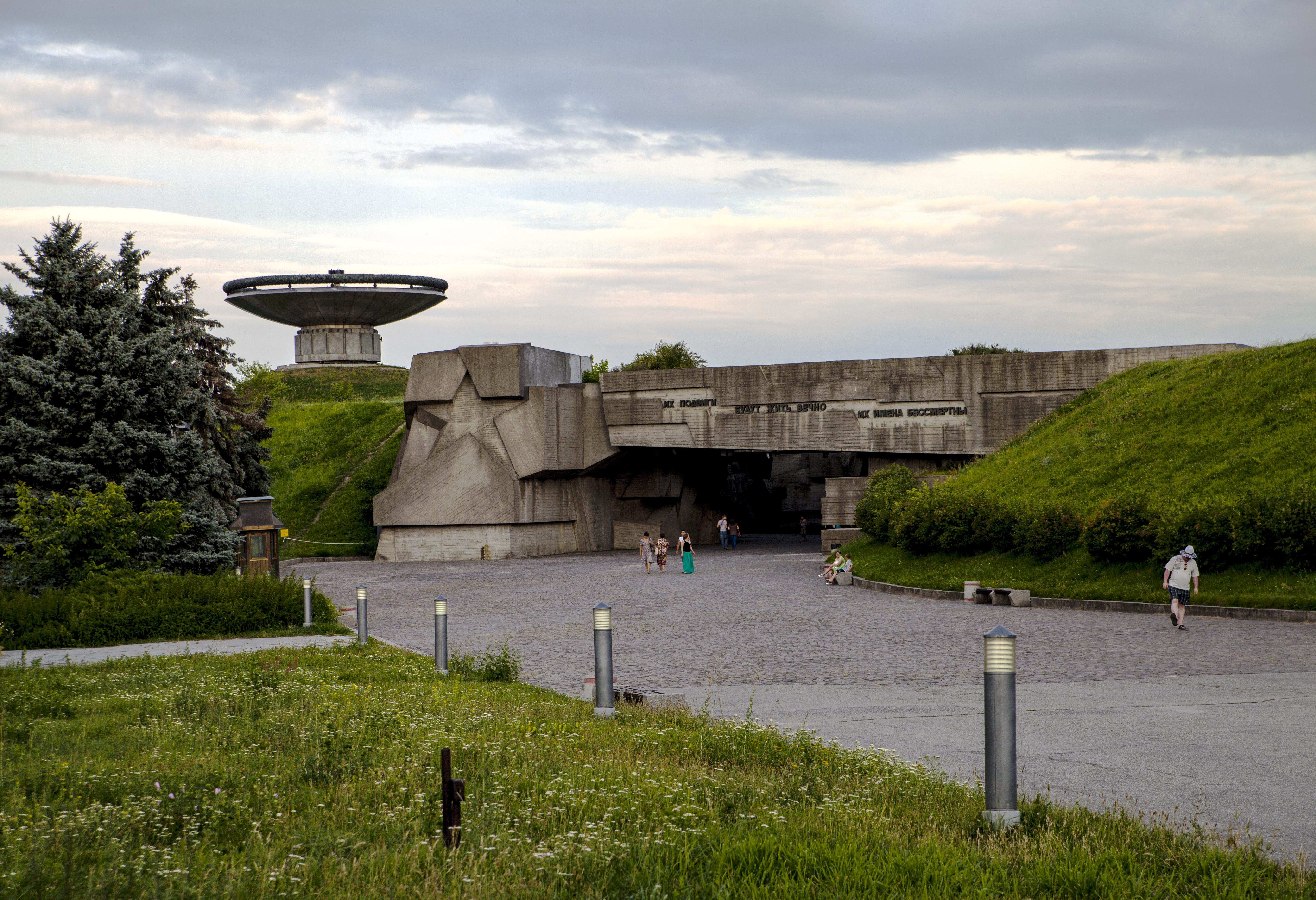
パルチザン闘争の彫刻
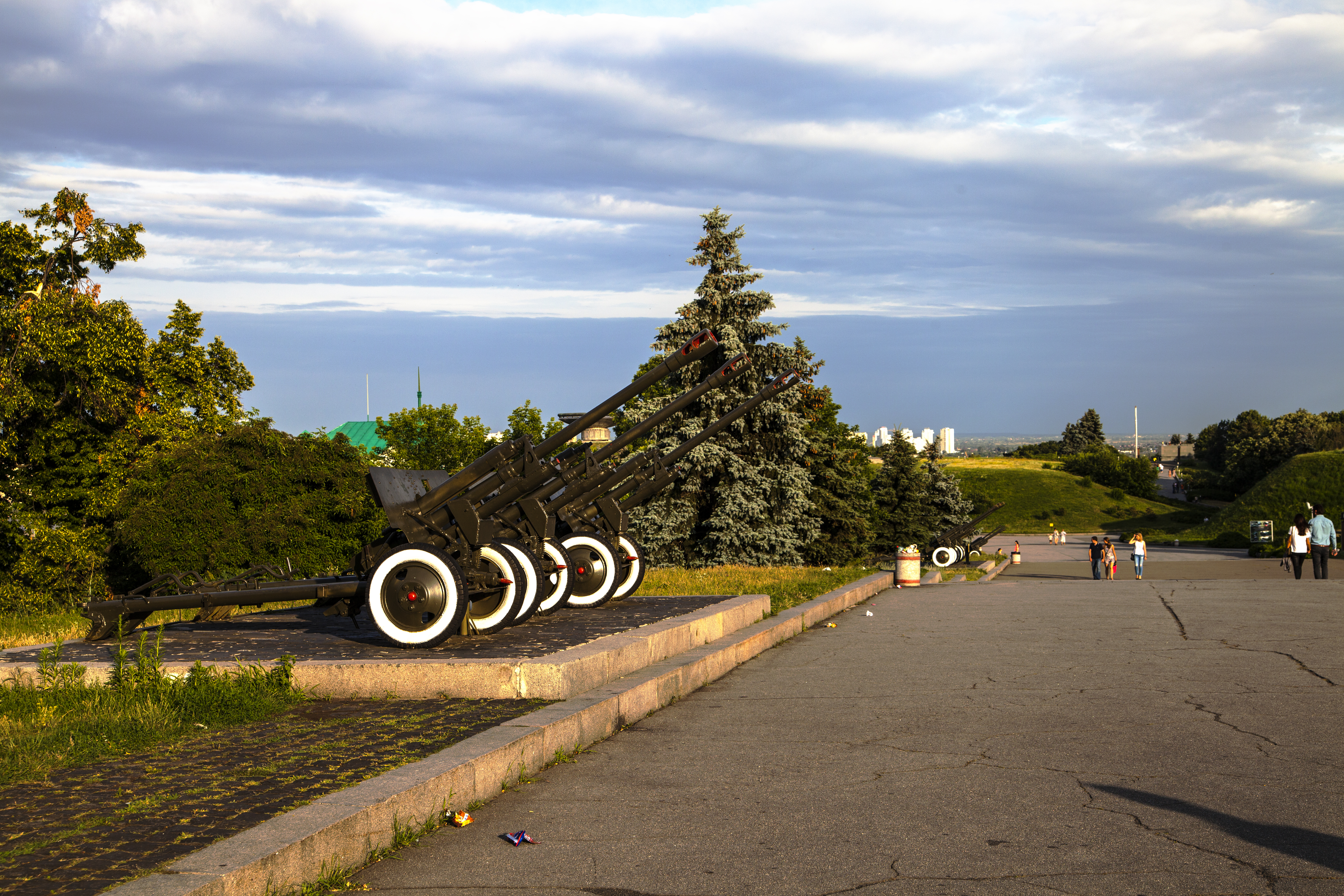
記念複合施設全景